# داني فينتر
داني فينتر (بالإنجليزية: Danny Winter)‏ (14 يونيو 1918 في المملكة المتحدة - 2004) هو لاعب كرة قدم ويلزي في مركز الدفاع. لعب مع بولتون واندررز وتشيلسي ونادي ووستر سيتي.